# 이름의 암송
〈이름의 암송〉(고대 노르드어: Nafnaþulur 나프나술루르)은 《신 에다》의 〈시어법〉의 마지막 부분이다. 시를 쓸 때 사용할 수 있는 다양한 이름들을 나열하고 있다. 신, 거인, 사람, 동물, 무기의 이름까지 다종다양하다. 모든 필사본에 존재하는 부분은 아니기 때문에, 스노리가 처음에 쓴 것이 아니라 후대에 누군가 가필한 것으로 추측된다.